# Сува
Сува (на английски: Suva) е столицата и най-големият град на Фиджи. Намира се на югоизточния бряг на остров Вити Леву в централния окръг и е административен център там. Сува е разположен на полуостров и е най-голямото пристанище във Фиджи. Освен политически, Сува е търговски център на Фиджи, и най-голямата урбанизирана територия в Южния Тихи океан след Австралия и Нова Зеландия.
През 1877 г. столицата на Фиджи е преместена в Сува от Левука – основното европейско колониално селище по това време, поради ограничената си география и околности. Администрацията на колонията е прехвърлена от Левука в Сува през 1882 г.
Към преброяването от 2017 г. град Сува е с население от 93 970 души, а столичният район на Сува, който включва неговите независими предградия, е с население от 185 913 души. Общото градско население на Сува и околните градове Лами, Насину и Наусори, които граничат с него, е около 330 000, което е над една трета от населението на нацията.
Сува е политическият, икономически и културен център на Фиджи. Той също е икономическата и културна столица на Южния Пасифик, където се намират по-голямата част от регионалните централи на големи международни корпорации, международни агенции и дипломатически мисии. Градът също така има процъфтяваща сцена на изкуства и представления и нарастваща репутация на модна столица на региона.

## История
През 1868 г., когато Сува все още е малко село, вождът на остров Бауан, Серу Епениса Какобау, предоставя площ от 5 000 km2 земя на базираната в Австралия компания Polynesia Company в замяна на обещанието на компанията да изплати дългове към САЩ. Повече от една десета от тази земна площ, 575 km2, се намира близо до Сува. Първоначалното намерение на компанията е да развие индустрия за отглеждане на памук, но земята и климатът се оказват неподходящи.
През 1874 г. контролът над островите Фиджи е отстъпен на Великобритания. Решението Сува да стане столица на Фиджи е взето през 1877 г. и обусловено от географски по-трудния достъп до дотогавашната столица Левука, където основно са били съсредоточени европейските заселници. Администрацията на колонията се мести от Левука в Сува през 1882 г.
През 1910 г. Сува придобива статут на община съгласно Наредба за общинска конституция от 1909 г. Площта му остава една квадратна миля до 1952 г., когато Сува анексира районите Муаникау и Самабула, разширявайки територията си до 13 km2. През октомври същата година Сува е официално определен за град. Това става и първият град на Фиджи. По-късно Сува анексира Тамавуа. По-късно Сува допълнително разширява своите граници, като включва района Кънингам в северния си край. Оттогава разрастването на града довежда до разрастването на редица предградия, които остават извън границите на града. Заедно с града те образуват столичния район, известен като „Голямата област Сува“.
На 19 май 2000 г. се извършва един от четирите държавни преврата през последните 20 години. Джордж Спейт и група въоръжени бунтовници, атакуват парламента в Сува и вземат за заложници премиера Махендра Чоудри, 7 министри и 30 депутати и обявяват, че властта се сменя.
Сува е домакин на Южнотихоокеанските игри през 2003 г. за трети път в 40-годишната история на събитието. В подготовка за домакинството на събитието правителството на Фиджи с помощта на пакет от помощ от 16 милиона долара от Китай финансира изграждането на нова гимназия, закрит спортен център, плувен басейн, стадион, игрище за хокей на трева и трибуни в района около Сува.

## География
Освен че е столица на Фиджи, Сува е и търговски и политически център (макар и не непременно културен център) и главен пристанищен град. В града могат да се видят комбинация от модерни сгради и архитектура от колониалния период.
Сува се намира около пристанище на хълмист полуостров в югоизточния край на остров Вити Леву, между залива Лаукала и пристанището Сува. Планините на север и запад улавят югоизточните пасати, създавайки целогодишно влажни условия.
Въпреки че Сува е на полуостров и е почти заобиколен от море, крайбрежието му е покрито с мангрови гори. Най-близкият плаж е на 40 km (в гр. Пасифик Харбър). Значителна част от центъра на града, включително сградата на парламента, е изградена върху рекултивирана мангрова блатиста местност.
Сува е разделен на пет района:
- Централен: тук е центърът на града. Той е предимно търговски и централен бизнес район.
- Тамавуа: градски и предимно жилищен район.
- Разширен: полуградски и жилищен район.
- Самабула: градски, жилищен, индустриален и търговски район. Има обособен градски център, включва и университет.
- Муаникау: градски, предимно промишлен и жилищен район. Включва големи спортни зали, университет и зони за отдих.

## Климат
Сува има екваториален климат, според климатичната класификация на Кьопен. Валежите са обилни през цялата година, като на практика сух сезон липсва. Нито един месец няма средни валежи под 60 mm. Сува има средно 3000 mm валежи годишно. Най-сухият месец е юли със средно 125 mm валежи. Както в много други градове с екваториален климат, температурите са относително постоянни през цялата година, със средна висока температура от около 28 °C и средна ниска температура от около 22 °C.
Сува има значително по-високи валежи от западната част на остров Вити Леву (известен на жителите на Сува като „горящия запад“). Говори се, че вторият губернатор на Фиджи, сър Артър Гордън, е отбелязал, че никога не е виждал никъде да вали така, както вали в Сува, и че почти няма ден без дъжд. Най-обилните валежи се наблюдават от ноември до май, докато в малко по-хладните месеци от юни до октомври има значително по-умерени валежи.

## Демография
Сува е многорасов и мултикултурен град. Местните фиджийци и индофиджийци (които са двете основни етнически групи на Фиджи) съставляват по-голямата част от населението на Сува и градът е дом на повечето от етническите малцинствени групи на Фиджи, които включват ротуманци, лауанци, рамбианци, европейци, частично европейци и китайци. Най-разпространеният език е английският, но фиджийският, фиджийският хиндустани и други езици също се говорят от съответните им общности.
Жителите на Сува са представители на всички основни местни тихоокеански групи. Понякога градът е наричан „Ню Йорк на Тихия океан“. Градът има репутация на основен икономически център в региона. Тук се намира Университета на Южния Пасифик. Това довежда до приток на тихоокеански мигранти, които учат, работят и живеят в града и неговите квартали.

## Икономика
За разлика от повечето градове във Фиджи и много по света, Сува не се е разрастнал поради индустрията. Градът постепенно се развива, за да се превърне в регионален център и най-големия и най-усъвършенстван град на тихоокеанските острови. Фиджийците от индийски произход до голяма степен са оформили икономиката на Фиджи, като са допринесли изключително много за растежа на Сува и статута му на икономическа и политическа столица на Фиджи. Днес Сува е търговският център на Фиджи. Повечето международни банки имат своите тихоокеански централи тук. Повечето фиджийски финансови институции, неправителствени организации и държавни министерства и отдели също са със седалище в града.
Голяма част от международното корабоплаване на Фиджи, както и акостирането на международни круизни кораби, се извършват в Кралският кей на Сува. Това довежда до растеж на туристическата индустрия на Сува.
Най-голямата от няколкото индустриални зони на Сува е Валу Бей, където се намират фабрики, складове, компании за внос и износ, корабостроителници, контейнерни площадки, пивоварна и много печатници. Други забележителни индустриални зони са Ватувака, Райвака и Лаукала Бийч.
Сува може да се похвали с много процъфтяващи пазари и търговски комплекси. Сред най-популярните райони за пазаруване и търговия са Cumming Street и Victoria Parade.

## Учреждения
Сува е седалище на най-много международни и неправителствени организации и учреждения в тази част на света. Някои от тях са:
- Програма за трафика в Южния пасифик
- Фиджийското училище по медицина
- Южнотихоокеанският университет
- Форум на тихоокеанските острови
- Секретариат на Тихоокеанската общност

Във фиджийската столица е разположен музей, в който са представени богати колекции от археологически и етнографски експонати. В града има също аерогара и пристанище. Многото палми и плажове също привличат туристи в страната на канибалите.

## Галерия
- Търговска зона
- Албърт парк
- Градската част
- Националният стадион
- Сградата на националната телевизия
- Търговски център Tappoo City